# Euchorthippus elegantulus
Euchorthippus elegantulus är en insektsart som beskrevs av Frederick Everard Zeuner 1940. Euchorthippus elegantulus ingår i släktet Euchorthippus och familjen gräshoppor.

## Underarter
Arten delas in i följande underarter:
- E. e. elegantulus
- E. e. gallicus